# Laurasiatheria
Laurasiatheria (Laurasia + greacă: θηρίον (thēríon) - „fiară”) este un supraordin de mamifere placentare care include arici, copitate, balene, lilieci, pangolini, carnivore și altele. Conform datelor moleculare ultimul strămoș comun a între anii în urmă cu 76–90 milioane de ani, la finele perioadei Cretacice, după divizarea completă a supercontinentului Pangea în Laurasia și Gondwana.
Numele vine de la ipoteza că aceste mamifere au apărut evoluat pe supercontinentul Laurasia din emisfera nordică.
Supraordinul a fost instituit pe baza secvențelor genetice similare descoperite la mamiferele care îi aparțin grupului și a datelor privind prezența sau absența retrotranspozonului. Totuși, nu sunt identificate caractere anatomice unice pentru toți membrii. Laurasiatheria este un grup soră al Euarchontoglires, în care este inclus și omul, care formează împreună clada Boreoeutheria. 
Există încă incertitudine cu privire la arborele filogenetic pentru laurasiaterienilor existenți, în principal din cauza dezacordului cu privire la plasarea chiropterelor și imparicopitatelor. Pe baza afinităților morfologice, Chiroptera a fost inclusă anterior în supraordinul Archonta, până la apariția cercetările genetice. 
|  | Pholidota (pangolini)                                  |
|  |                                                        |
|  | Carnivora (pisici, hiene, lei, câini, urși, foci etc.) |
|  |                                                        |

|  | Perissodactyla (cai, tapiri, rinoceri etc.)                               |
|  |                                                                           |
|  | Cetartiodactyla (cămile, porci, bovine, hipopotami, balene, delfini etc.) |
|  |                                                                           |

|  | Pholidota (pangolini)                                  |
|  |                                                        |
|  | Carnivora (pisici, hiene, lei, câini, urși, foci etc.) |
|  |                                                        |

|  | Perissodactyla (cai, tapiri, rinoceri etc.)                               |
|  |                                                                           |
|  | Cetartiodactyla (cămile, porci, bovine, hipopotami, balene, delfini etc.) |
|  |                                                                           |

|  | Pholidota (pangolini)                                  |
|  |                                                        |
|  | Carnivora (pisici, hiene, lei, câini, urși, foci etc.) |
|  |                                                        |

|  | Perissodactyla (cai, tapiri, rinoceri etc.)                               |
|  |                                                                           |
|  | Cetartiodactyla (cămile, porci, bovine, hipopotami, balene, delfini etc.) |
|  |                                                                           |

|  | Pholidota (pangolini)                                  |
|  |                                                        |
|  | Carnivora (pisici, hiene, lei, câini, urși, foci etc.) |
|  |                                                        |

|  | Perissodactyla (cai, tapiri, rinoceri etc.)                               |
|  |                                                                           |
|  | Cetartiodactyla (cămile, porci, bovine, hipopotami, balene, delfini etc.) |
|  |                                                                           |

|  | Pholidota (pangolini)                                  |
|  |                                                        |
|  | Carnivora (pisici, hiene, lei, câini, urși, foci etc.) |
|  |                                                        |

|  | Perissodactyla (cai, tapiri, rinoceri etc.)                               |
|  |                                                                           |
|  | Cetartiodactyla (cămile, porci, bovine, hipopotami, balene, delfini etc.) |
|  |                                                                           |

|  | Pholidota (pangolini)                                  |
|  |                                                        |
|  | Carnivora (pisici, hiene, lei, câini, urși, foci etc.) |
|  |                                                        |

|  | Perissodactyla (cai, tapiri, rinoceri etc.)                               |
|  |                                                                           |
|  | Cetartiodactyla (cămile, porci, bovine, hipopotami, balene, delfini etc.) |
|  |                                                                           |

|  | Pholidota (pangolini)                                  |
|  |                                                        |
|  | Carnivora (pisici, hiene, lei, câini, urși, foci etc.) |
|  |                                                        |

|  | Perissodactyla (cai, tapiri, rinoceri etc.)                               |
|  |                                                                           |
|  | Cetartiodactyla (cămile, porci, bovine, hipopotami, balene, delfini etc.) |
|  |                                                                           |

|  | Pholidota (pangolini)                                  |
|  |                                                        |
|  | Carnivora (pisici, hiene, lei, câini, urși, foci etc.) |
|  |                                                        |

|  | Perissodactyla (cai, tapiri, rinoceri etc.)                               |
|  |                                                                           |
|  | Cetartiodactyla (cămile, porci, bovine, hipopotami, balene, delfini etc.) |
|  |                                                                           |

|  | Pholidota (pangolini)                                  |
|  |                                                        |
|  | Carnivora (pisici, hiene, lei, câini, urși, foci etc.) |
|  |                                                        |

|  | Perissodactyla (cai, tapiri, rinoceri etc.)                               |
|  |                                                                           |
|  | Cetartiodactyla (cămile, porci, bovine, hipopotami, balene, delfini etc.) |
|  |                                                                           |

|  | Pholidota (pangolini)                                  |
|  |                                                        |
|  | Carnivora (pisici, hiene, lei, câini, urși, foci etc.) |
|  |                                                        |

|  | Perissodactyla (cai, tapiri, rinoceri etc.)                               |
|  |                                                                           |
|  | Cetartiodactyla (cămile, porci, bovine, hipopotami, balene, delfini etc.) |
|  |                                                                           |

|  | Pholidota (pangolini)                                  |
|  |                                                        |
|  | Carnivora (pisici, hiene, lei, câini, urși, foci etc.) |
|  |                                                        |

|  | Perissodactyla (cai, tapiri, rinoceri etc.)                               |
|  |                                                                           |
|  | Cetartiodactyla (cămile, porci, bovine, hipopotami, balene, delfini etc.) |
|  |                                                                           |

|  | Pholidota (pangolini)                                  |
|  |                                                        |
|  | Carnivora (pisici, hiene, lei, câini, urși, foci etc.) |
|  |                                                        |

|  | Perissodactyla (cai, tapiri, rinoceri etc.)                               |
|  |                                                                           |
|  | Cetartiodactyla (cămile, porci, bovine, hipopotami, balene, delfini etc.) |
|  |                                                                           |

|  | Pholidota (pangolini)                                  |
|  |                                                        |
|  | Carnivora (pisici, hiene, lei, câini, urși, foci etc.) |
|  |                                                        |

|  | Perissodactyla (cai, tapiri, rinoceri etc.)                               |
|  |                                                                           |
|  | Cetartiodactyla (cămile, porci, bovine, hipopotami, balene, delfini etc.) |
|  |                                                                           |

|  | Pholidota (pangolini)                                  |
|  |                                                        |
|  | Carnivora (pisici, hiene, lei, câini, urși, foci etc.) |
|  |                                                        |

|  | Perissodactyla (cai, tapiri, rinoceri etc.)                               |
|  |                                                                           |
|  | Cetartiodactyla (cămile, porci, bovine, hipopotami, balene, delfini etc.) |
|  |                                                                           |

|  | Pholidota (pangolini)                                  |
|  |                                                        |
|  | Carnivora (pisici, hiene, lei, câini, urși, foci etc.) |
|  |                                                        |

|  | Perissodactyla (cai, tapiri, rinoceri etc.)                               |
|  |                                                                           |
|  | Cetartiodactyla (cămile, porci, bovine, hipopotami, balene, delfini etc.) |
|  |                                                                           |

|  | Pholidota (pangolini)                                  |
|  |                                                        |
|  | Carnivora (pisici, hiene, lei, câini, urși, foci etc.) |
|  |                                                        |

|  | Perissodactyla (cai, tapiri, rinoceri etc.)                               |
|  |                                                                           |
|  | Cetartiodactyla (cămile, porci, bovine, hipopotami, balene, delfini etc.) |
|  |                                                                           |